# Sénégal aux Jeux olympiques d'été de 2000
Le Sénégal participe aux Jeux olympiques d'été de 2000 à Sydney. Sa délégation est composée de 26 athlètes issus de 6 sports et son porte-drapeau est Mame Tacko Diouf. Au terme des Olympiades, la nation n'est pas à proprement classée puisqu'elle ne remporte aucune médaille. 

## Nombre d'athlètes qualifiés par sport
Voici la liste des qualifiés et sélectionnés Sénégalais par sport (remplaçants compris) :
| Sport       | Hommes | Femmes | Total |
| ----------- | ------ | ------ | ----- |
| Athlétisme  | 4      | 5      | 9     |
| Basket-ball | 0      | 12     | 12    |
| Boxe        | 1      | 0      | 1     |

## Liste des médaillés sénégalais
Aucun athlète sénégalais ne remporte de médaille durant ces JO.

## Athlétisme

### Hommes
| Athlète                                            | Épreuve          | Séries        | Séries | Quarts de finale | Quarts de finale | Demi-finales  | Demi-finales | Finale  | Finale  |
| Athlète                                            | Épreuve          | Temps         | Rang   | Temps            | Rang             | Temps         | Rang         | Temps   | Rang    |
| -------------------------------------------------- | ---------------- | ------------- | ------ | ---------------- | ---------------- | ------------- | ------------ | ------- | ------- |
| Oumar Loum                                         | 200 m            | 20 s 87       | 3e     | 20 s 60          | 5e               | Eliminé       | Eliminé      | Eliminé | Eliminé |
| Ibou Faye                                          | 400 m haies      | 50 s 09       | 3e     | Eliminé          | Eliminé          | Eliminé       | Eliminé      | Eliminé | Eliminé |
| Oumar Loum Ousmane Niang Youssoupha Sarr Ibou Faye | Relais 4 × 400 m | 3 min 02 s 67 | 4e     | Non disputé      | Non disputé      | 3 min 02 s 94 | 7e           | Eliminé | Eliminé |

### Femmes
| Athlète                                                   | Épreuve          | Séries        | Séries | Quarts de finale | Quarts de finale | Demi-finales | Demi-finales | Finale  | Finale  |
| Athlète                                                   | Épreuve          | Temps         | Rang   | Temps            | Rang             | Temps        | Rang         | Temps   | Rang    |
| --------------------------------------------------------- | ---------------- | ------------- | ------ | ---------------- | ---------------- | ------------ | ------------ | ------- | ------- |
| Aminata Diouf                                             | 100 m            | 11 s 65       | 5e     | Eliminé          | Eliminé          | Eliminé      | Eliminé      | Eliminé | Eliminé |
| Aïda Diop                                                 | 200 m            | 23 s 46       | 6e     | Eliminé          | Eliminé          | Eliminé      | Eliminé      | Eliminé | Eliminé |
| Amy Mbacké Thiam                                          | 400 m            | 51 s 79       | 1er    | 51 s 64          | 3e               | 51 s 60      | 7e           | Eliminé | Eliminé |
| Mame Tacko Diouf                                          | 400 m haies      | 58 s 65       | 6e     | Eliminé          | Eliminé          | Eliminé      | Eliminé      | Eliminé | Eliminé |
| Aïda Diop Mame Tacko Diouf Aminata Diouf Amy Mbacké Thiam | Relais 4 × 400 m | 3 min 28 s 02 | 4e     | Eliminé          | Eliminé          | Eliminé      | Eliminé      | Eliminé | Eliminé |

| Athlète    | Épreuve     | Qualification | Qualification | Finale      | Finale  |
| Athlète    | Épreuve     | Performance   | Rang          | Performance | Rang    |
| ---------- | ----------- | ------------- | ------------- | ----------- | ------- |
| Kéné Ndoye | Triple saut | 13,94 m       | 14e           | Eliminé     | Eliminé |

## Basket-ball

### Femmes
- Astou N'Diaye
- Adama Diakhaté
- Mame Maty Mbengue
- Fatime N'Diaye
- Khady Yacine N'Gom
- Marieme Lo
- Ndialou Paye
- Coumba Cissé
- Awa Guèye
- Mbarika Fall
- Khady Sourangué Diop
- Bineta Diouf
- Coach : Ousseynou Ndiaga Diop

| Épreuve     | Phase de groupes     | Phase de groupes     | Phase de groupes     | Phase de groupes        | Phase de groupes        | Quart de Finale     | Demi-finale         | Finale / MB         | Rang    |
| Épreuve     | Adversaire Résultat  | Adversaire Résultat  | Adversaire Résultat  | Adversaire Résultat     | Adversaire Résultat     | Adversaire Résultat | Adversaire Résultat | Adversaire Résultat | Rang    |
| ----------- | -------------------- | -------------------- | -------------------- | ----------------------- | ----------------------- | ------------------- | ------------------- | ------------------- | ------- |
| Basket-ball | Défaite France 39-75 | Défaite Canada 41-62 | Défaite Brésil 48-82 | Défaite Australie 39-96 | Défaite Slovaquie 32-68 | Eliminé             | Eliminé             | Eliminé             | Eliminé |

## Boxe

### Hommes
| Athlète      | Catégorie       | 16e de finale       | 8e de finale        | Quart de finale     | Demi-finale         | Finale              |
| Athlète      | Catégorie       | Adversaire Résultat | Adversaire Résultat | Adversaire Résultat | Adversaire Résultat | Adversaire Résultat |
| ------------ | --------------- | ------------------- | ------------------- | ------------------- | ------------------- | ------------------- |
| Djibril Fall | Poids mi-lourds | Défaite Russie 1-16 | Eliminé             | Eliminé             | Eliminé             | Eliminé             |